# Oleg Žakov
Oleg Petrovič Žakov (in russo Олег Петрович Жаков; Sarapul, 1º aprile 1905 – Pjatigorsk, 4 aprile 1988) è stato un attore sovietico.

## Biografia
Attivo fin dai tempi del cinema muto (1927), è ricordato per aver interpretato il ruolo di Alcide Cervi, padre dei fratelli Cervi, nel film drammatico del 1968 di Gianni Puccini I sette fratelli Cervi.
La sua filmografia include anche il film Skanderbeg, del 1954, biopic ispirato alla figura dell'eroe nazionale albanese Giorgio Castriota Skanderbeg.